# Raimundo Soares de Albergaria Filho
Raimundo Soares de Albergaria Filho foi um político brasileiro do estado de Minas Gerais. Foi prefeito de Governador Valadares no período de 13 de janeiro de 1951 a 31 de janeiro de 1955 e no período de 31 de janeiro de 1959 a 31 de janeiro de 1963.

Foi deputado estadual em Minas Gerais, durante a 5ª legislatura da Assembleia (1963 a 1967), pelo PSD. Atuou também como suplente do legislativo mineiro, na 3ª legislatura (1955 a 1959) e na 7ª legislatura (1971 a 1975).